# Пилипенко, Виктор Иванович
Виктор Иванович Пилипенко (1937, Марьинский район — ?) — советский хозяйственный и государственный деятель, Герой Социалистического Труда.

## Биография
Родился в 1937 году в Марьинском районе Сталинской области Украинской ССР. Член КПСС.
В 1952—1955 — прицепщик, тракторист МТС.
В 1955—1958 — военнослужащий Советской Армии.
В 1958—1991 — инструктор, заведующий отделом Марьинского райкома КП Украины, секретарь партийной организации, председатель ордена Ленина колхоза «Жовтень» Марьинского района Донецкой области Украинской ССР.
Указом Президиума Верховного Совета СССР от 6 марта 1981 года присвоено звание Героя Социалистического Труда с вручением ордена Ленина и золотой медали «Серп и Молот».
Делегат XXVI съезда КПСС.
Жил в Марьинском районе.

## Награды и звания
- Герой Социалистического Труда (06.03.1981)
- Орден Ленина (24.12.1976; 06.03.1981)
- Орден Трудового Красного Знамени (06.09.1973)